# (10718) Samusʹ
(10718) Samusʹ est un astéroïde de la ceinture principale.

## Description
(10718) Samusʹ est un astéroïde de la ceinture principale. Il fut découvert le 23 août 1985 à Naoutchnyï par Nikolaï Tchernykh. Il présente une orbite caractérisée par un demi-grand axe de 2,94 UA, une excentricité de 0,15 et une inclinaison de 2,6° par rapport à l'écliptique.

## Compléments